# Reluz (canción)
«Reluz» es una canción interpretada por el cantautor brasileño Marcos Sabino. Fue versionada por la cantante anglo-española Jeanette para su tercer álbum de estudio Reluz y se publicó como primer sencillo del mismo en 1983. Fue producida por Eduardo Lages y Ed Wilson.

## Información general
«Reluz» es una balada del género bossa nova y fue publicada como sencillo en 1982 por Marcos Sabino compositor de la misma. Fue un hit radial en Brasil y con su promoción Sabino certificó un disco de oro. Jeanette realizó su propia versión para su disco Reluz conservando su instrumentalización. Tras el éxito de Corazón de poeta (1981) y la venta del disco en Brasil, RCA permitió que Jeanette grabe su siguiente producción y consolide su fama en ese país. Su adaptación al español la hizo Luis Gómez-Escolar.
«Reluz» fue lanzado en 1983, contó con promoción radiofónica en Sudamérica y España. En España ingreso al conteo de Los 40 Principales en la posición 19 y su máxima posición fue la 15. La cantante interpretó la canción en el programa musical A su aire en agosto de 1983 y grabó un vídeo promocional del mismo. En 1996 formó parte del listado de canciones del disco recopilatorio Sigo rebelde publicado por Hispavox.
Julián Molero, crítico de lafonoteca afirmó que este sencillo es lo mejor de Reluz ya que se escucha con agrado.

## Lista de canciones
| Vinyl, 7", Sencillo |                        |                                                        |          |  |
| N.º                 | Título                 | Escritor(es)                                           | Duración |  |
| 1.                  | «Reluz»                | Marcos Sabino - Adapt. Español: Luis Gómez-Escolar     | 3:55     |  |
| 2.                  | «Más de cien sentidos» | Ed. Wilson - Cury / Adapt. Español: Luis Gómez-Escolar | 5:06     |  |

## Posición en listas
| Lista                       | Posición |
| --------------------------- | -------- |
| España (Los 40 Principales) | 15       |